# Ligne 7 du S-Bahn de Berlin
Pour les articles homonymes, voir S7.
La ligne 7 du S-Bahn de Berlin (S-Bahnlinie 7 ou S7) est une des 15 lignes du réseau S-Bahn de Berlin. D'une longueur de 58,4 kilomètres et desservant 36 gares dont 9 en Brandebourg et 27 à Berlin, elle assure avec la ligne 5 et la ligne 75 les liaisons est ↔ ouest de la capitale allemande. Son terminus ouest se situe à la gare centrale de Potsdam à Potsdam dans le Brandebourg et celui de l'est à la gare de Berlin-Ahrensfelde (de).

## Historique
La ligne 7 emprunte plusieurs lignes de chemin de fer : 
- une section de la ligne de Berlin à Wriezen, ouverte le 1er mai 1898 et électrifiée jusqu'à Marzahn en 1976, jusqu'à Mehrower Allee en 1980 et jusqu'à Ahrensfelde en 1982,
- une section de la ligne de Prusse-Orientale, ouverte le 1er octobre 1866 et électrifiée le 6 novembre 1928.
- les 11,2 km du Stadtbahn de Berlin, ouvert le 7 février 1882 et électrifié le 11 juin 1928.
- une section de la ligne de Berlin à Blankenheim, ouverte en 1879 à l'ouest de Grunewald, prolongée vers l'est en 1882 et électrifiée en 1928.
- une section de la ligne de Berlin à Magdebourg, ouverte en 1838 et électrifiée en 1928.

## Liste des gares
En partant de l'extrémité est de la ligne 7 (Les gares en gras servent de départ ou de terminus à certaines missions) : 
| PK   |  |   |  | Gare                                      | Zone tarifaire | Quartier berlinois/ Commune brandebourgeoise | Correspondances,                                                                                  | Ligne ferroviaire  |
| ---- |  | - |  | ----------------------------------------- | -------------- | -------------------------------------------- | ------------------------------------------------------------------------------------------------- | ------------------ |
| 0,0  |  | o |  | Ahrensfelde                               | B              | Marzahn                                      |                                                                                                   | Berlin-Wriezen     |
| 1,7  |  | • |  | Mehrower Allee                            | B              | Marzahn                                      |                                                                                                   | Berlin-Wriezen     |
| 2,6  |  | • |  | Raoul-Wallenberg-Straße                   | B              | Marzahn                                      |                                                                                                   | Berlin-Wriezen     |
| 3,5  |  | o |  | Marzahn                                   | B              | Marzahn                                      | Tramway de Berlin · Tramway de Berlin                                                             | Berlin-Wriezen     |
| 4,4  |  | • |  | Poelchaustraße                            | B              | Marzahn                                      |                                                                                                   | Berlin-Wriezen     |
| 5,4  |  | o |  | Springpfuhl                               | B              | Marzahn                                      | Tramway de Berlin · Tramway de Berlin                                                             | Berlin-Wriezen     |
| 8,0  |  | o |  | Friedrichsfelde-Est (Friedrichsfelde Ost) | B              | Marzahn                                      | Tramway de Berlin · Tramway de Berlin · Tramway de Berlin                                         | Prusse-Orientale   |
| 9,6  |  | o |  | Lichtenberg                               | B              | Lichtenberg                                  | Tramway de Berlin · Tramway de Berlin                                                             | Prusse-Orientale   |
| 10,6 |  | o |  | Nöldnerplatz                              | B              | Rummelsbourg                                 |                                                                                                   | Prusse-Orientale   |
| 12,0 |  | o |  | Ostkreuz                                  | A              | Friedrichshain                               |                                                                                                   | Prusse-Orientale   |
| 13,2 |  | o |  | Warschauer Straße                         | A              | Friedrichshain                               | Tramway de Berlin · Tramway de Berlin                                                             | Prusse-Orientale   |
| 14,2 |  | o |  | Gare de l'Est (Ostbahnhof)                | A              | Friedrichshain                               |                                                                                                   | Stadtbahn          |
| 15,3 |  | o |  | Jannowitzbrücke                           | A              | Mitte                                        |                                                                                                   | Stadtbahn          |
| 16,4 |  | o |  | Alexanderplatz                            | A              | Mitte                                        | Tramway de Berlin · Tramway de Berlin · Tramway de Berlin · Tramway de Berlin                     | Stadtbahn          |
| 17,1 |  | o |  | Hackescher Markt                          | A              | Mitte                                        | Tramway de Berlin · Tramway de Berlin · Tramway de Berlin · Tramway de Berlin · Tramway de Berlin | Stadtbahn          |
| 18,2 |  | o |  | Friedrichstraße                           | A              | Mitte                                        | Tramway de Berlin · Tramway de Berlin                                                             | Stadtbahn          |
| 19,6 |  | o |  | Gare centrale (Hauptbahnhof)              | A              | Moabit                                       | Tramway de Berlin                                                                                 | Stadtbahn          |
| 21,3 |  | o |  | Bellevue                                  | A              | Hansaviertel                                 |                                                                                                   | Stadtbahn          |
| 22,4 |  | o |  | Tiergarten                                | A              | Hansaviertel                                 |                                                                                                   | Stadtbahn          |
| 23,3 |  | o |  | Zoologischer Garten                       | A              | Charlottenburg                               |                                                                                                   | Stadtbahn          |
| 24,3 |  | o |  | Savignyplatz (de)                         | A              | Charlottenburg                               |                                                                                                   | Stadtbahn          |
| 25,3 |  | o |  | Charlottenbourg (Charlottenburg)          | A              | Charlottenburg                               |                                                                                                   | Stadtbahn          |
| 26,7 |  | o |  | Westkreuz                                 | A              | Charlottenburg                               |                                                                                                   | Stadtbahn          |
| 28,9 |  | • |  | Grunewald                                 | B              | Grunewald                                    |                                                                                                   | Berlin-Blankenheim |
| 36,7 |  | o |  | Nikolassee                                | B              | Nikolassee                                   |                                                                                                   | Berlin-Blankenheim |
| 38,2 |  | o |  | Wannsee                                   | B              | Wannsee                                      |                                                                                                   | Berlin-Blankenheim |
| 43,0 |  | o |  | Griebnitzsee                              | C              | Babelsberg                                   |                                                                                                   | Berlin-Blankenheim |
| 45,4 |  | o |  | Babelsberg                                | C              | Babelsberg                                   | (Tramway de Potsdam 94 98)                                                                        | Berlin-Magdebourg  |
| 47,2 |  | o |  | Potsdam                                   | C              | Potsdam                                      | (Tram de Potsdam 91 92 93 96 98 99)                                                               | Berlin-Magdebourg  |

### Gares ayant changé de nom
- Otto-Winzer-Straße est devenue Mehrower Allee en 1992
- Bruno-Leuschner-Straße est devenue Raoul-Wallenberg-Straße en 1992
- Karl-Maron-Straße est devenue Poelchaustraße en 1992
- Lichtenberg-Friedrichsfelde est devenue Lichtenberg en 1954
- Neu-Lichtenberg est devenue Nöldnerplatz en 1954
- Stralau-Rummelsburg est devenue Ostkreuz en 1933
- Schlesischer Bahnhof (« gare de Silésie ») est devenue Hauptbahnhof (« gare centrale ») en 1987 et Ostbahnhof (« gare de l'est ») en 1999
- Börse est devenue Marx-Engels-Platz en 1951 et Hackescher Markt en 1992
- Ausstellung (« exposition ») est devenue Westkreuz en 1932
- Nowawes est devenue Babelsberg en 1938